# Pontacq
Pontacq település Franciaországban, Pyrénées-Atlantiques megyében. Lakosainak száma 2916 fő (2022. január 1.). Pontacq Luquet, Lamarque-Pontacq, Ossun, Barzun, Bénéjacq, Ger, Labatmale, Livron és Saint-Vincent községekkel határos.

## Népesség
A település népességének változása:
| Lakosok száma | 2882 | 2917 | 2983 | 2936 | 2930 | 2925 | 2921 | 2904 | 2916 |
|               | 2013 | 2015 | 2016 | 2017 | 2018 | 2019 | 2020 | 2021 | 2022 |